# Парысув (гмина)
Парысув (пол. Parysów) — сельская гмина (волость) в Польше, входит как административная единица в Гарволинский повет, Мазовецкое воеводство. Население — 4143 человека (на 2007 год).

## Демография
| Перепись                       | Всего   | Всего | Женщины | Женщины | Мужчины | Мужчины |
| ------------------------------ | ------- | ----- | ------- | ------- | ------- | ------- |
| Единицы                        | человек | %     | человек | %       | человек | %       |
| Население                      | 4143    | 100   | 2067    | 50,1    | 2076    | 49,9    |
| Плотность населения (чел./км²) | 63,9    | 63,9  | 32      | 32      | 31,9    | 31,9    |

## Сельские округа
1. Хоины
2. Козлув
3. Луковец
4. Парысув
5. Посхла
6. Слуп
7. Староволя
8. Стодзев
9. Воля-Старогродзка
10. Жабенец
11. Гурки-Колёня

## Соседние гмины
1. Гмина Борове
2. Гмина Гарволин
3. Гмина Лятович
4. Гмина Пилява
5. Гмина Сенница